# Fåker
Fåker is een plaats in de gemeente Östersund in het landschap Jämtland en de provincie Jämtlands län in Zweden. De plaats heeft 209 inwoners (2005) en een oppervlakte van 27 hectare. De plaats ligt tussen de meren Näkten en Storsjön en grenst direct aan het Näkten. Door de plaats loopt de spoorlijn Inlandsbanan en er is een station aan deze spoorlijn in de plaats, ook loopt de Europese weg 45 door het dorp.

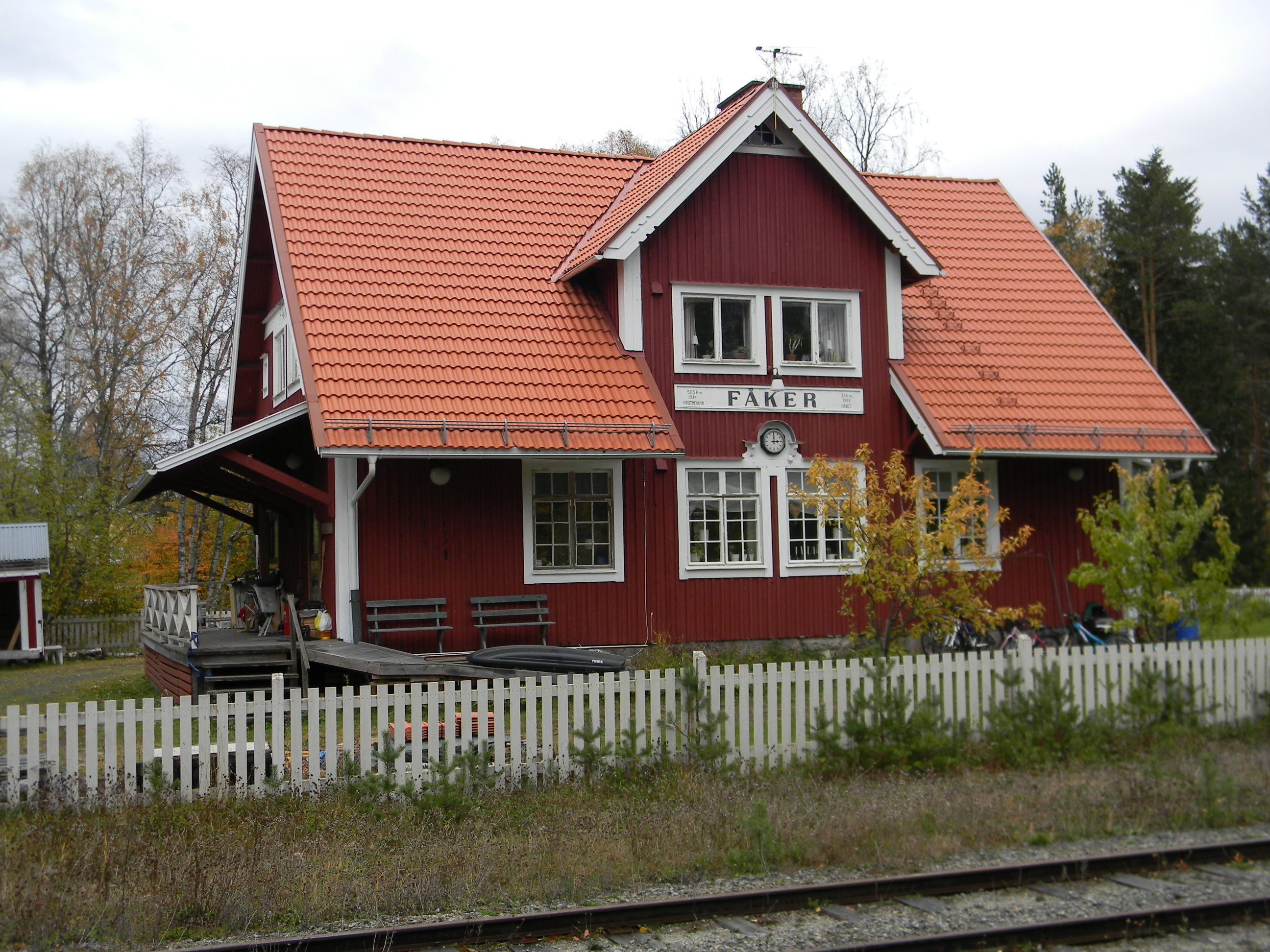
Station